# Psicopompo

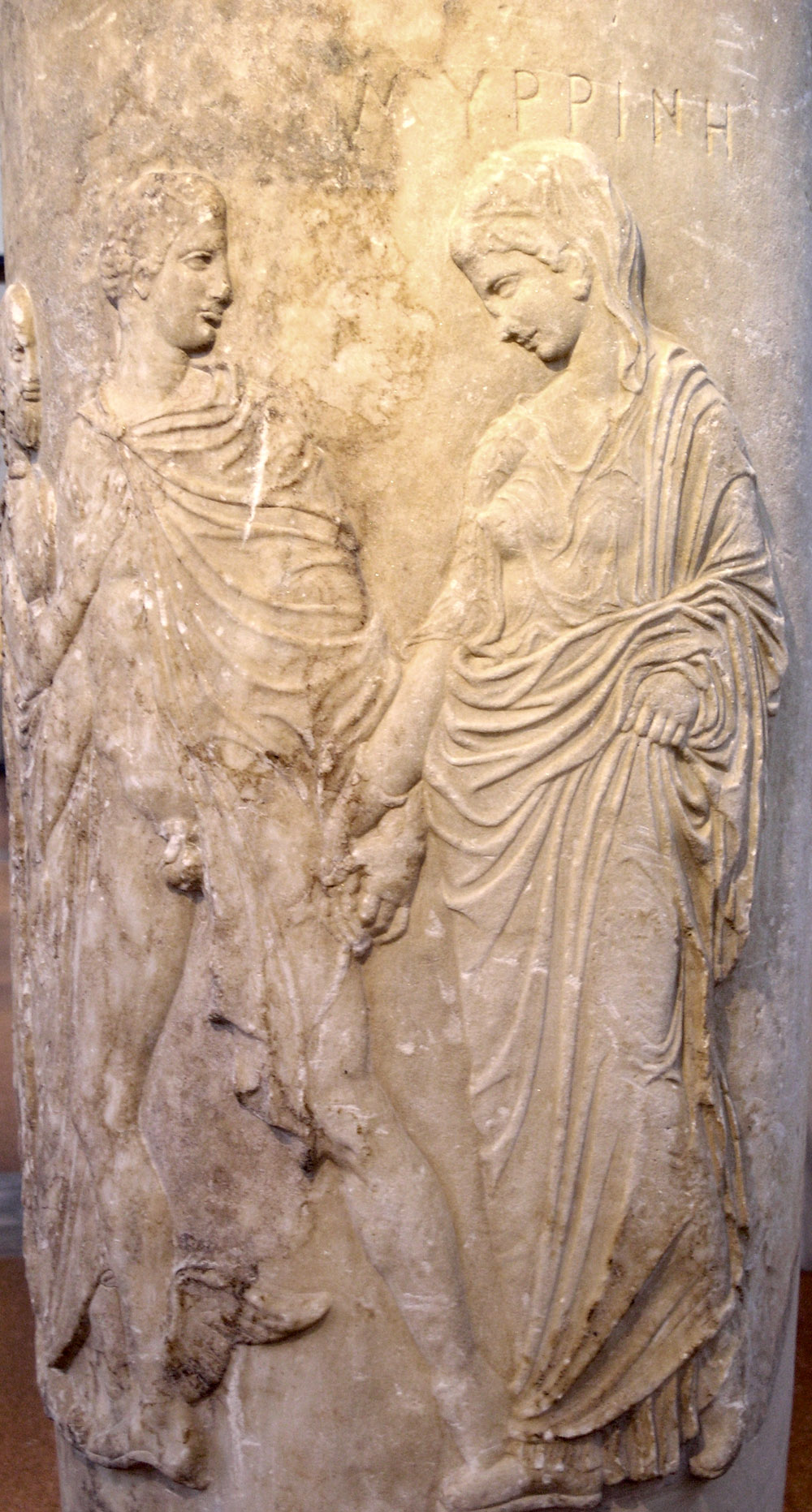
Hermes como psicopompo conduciendo a Mirrina al Hades.
Lécito funerario de mármol. Museo Arqueológico Nacional de Atenas.

Un psicopompo es un ser que en las mitologías o religiones tiene el papel de conducir las almas de los difuntos hacia la ultratumba, el cielo o el infierno. La voz proviene del griego ψυχοπομπóς (psychopompós), que se compone de psyche, 'alma', y pompós, 'el que guía o conduce'. Los psicopompos son criaturas, espíritus, ángeles o deidades en muchas religiones cuya responsabilidad es escoltar a las almas recién fallecidas de la Tierra hasta el más allá. Su rol no es el de juzgar a la persona fallecida, sino simplemente guiarla. Apareciendo frecuentemente en el arte funerario, los psicopompos han sido representados en diferentes épocas y diferentes culturas como entidades antropomórficas, caballos, venados, perros, chotacabras, cuervos, buitres, búhos, halcones o cucos. Cuando se les interpreta como aves, se les ve a menudo en grandes masas, esperando fuera del hogar del agonizante.
Psicopompo es el título del dios mensajero griego Hermes, que sustituyó a Apolo en este cargo. También el de Mercurio, entre los romanos. Sin embargo, la idea de los psicopompos estaba muy extendida. Por ejemplo, los antiguos egipcios tenían a Anubis, con cabeza de perro o chacal; en la mitología germánica, las valquirias iban a buscar a los guerreros caídos en el campo de batalla para llevarlos al Valhalla, y entre los celtas, Ogma era el guía de las almas.
En el cristianismo, es el arcángel Miguel, el ángel de la guarda o el gigante san Cristóbal; en la puerta del cielo, Pedro espera al alma que busca la entrada. En antiguos iconos cristianos se representa a san Cristóbal con cabeza de perro, al igual que su homólogo egipcio Anubis. En el islam, es el ángel Azrael quien recibe de Alá una lista de personas destinadas a morir y separa sus almas de sus cuerpos durante los 40 días siguientes. En general, el psicopompo es una posible forma de personificación de la muerte. En general, espíritus, deidades, demonios o ángeles pueden asumir la tarea de un psicopompo. Su importancia, además de transportar el alma, es principalmente el proceso de aceptación de la mortalidad. Por encima de todo, es un guía y un ayudante.
Esta idea tiene su origen en el chamanismo arcaico. El chamán guiaba las almas de los compañeros fallecidos al reino de los muertos.

## Descripción
Estas criaturas están asociadas principalmente con determinados animales, espíritus, deidades, ángeles o demonios que están representadas a través de los siglos.

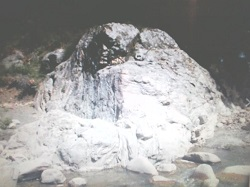
Roca sagrada que expresa entre más mitos y leyendas, al psicopompo con el alma del difunto, en Nebrodi

En algunas culturas igualmente se considera que una de las funciones del chamán es actuar también como psicopompo. En este caso, no sólo acompañaría al alma al más allá, sino que también ayudaría al renacimiento; introduciendo en el mundo al alma recién nacida. El chamán viaja en estado alterado de conciencia al(los)  otro(s) mundo(s) con sus ayudantes de la otra realidad - animales de poder - y apoyado por sus maestros, también de la otra realidad, ayuda a conducir al alma a un sitio seguro. Frecuentemente ayuda a salir al alma del "muerto" de espacios - limbo en la terminología católica - donde se encuentra atrapada en sus ensueños y donde no reconoce que se ha "desencarnado".
Los maestros de la otra realidad (mundos o reinos) provienen a menudo del marco de creencias signadas por la cultura del individuo, por ejemplo, Jesús, la Virgen María, Mahoma (Muhamad), etc.
Es común que el chamán pida honorarios elevados por este trabajo. Pero a menudo también realizan esta tarea sin solicitar ningún óbolo.

## Criaturas caracterizadas como psicopompo

### Animales
Perros, gatos, chacales, lobos, leones, caballos, ciervos, gorriones, cuervos, búhos, lechuzas o delfines han sido considerados en alguna ocasión como psicopompos. También las mariposas, las cuales son las más representativas en el mundo antiguo, aunque también en el misticismo o con significados contradictorios cercanos al mal. Otro de los animales psicopompos más destacables es el buitre, animal sagrado y psicopompo en la cultura celtíbera, ya que estas gentes consideraban honroso morir en combate luchando para después, ser devorados, mediante el rito de la exposición, por un buitre, animal que los transformaría en su vientre mediante la digestión y los transportaría así al más allá. Cualquier animal puede ayudar al psicopompo pero en general el chamán elige o se ayuda por animales no domésticos, en lo posible salvajes ya que la domesticación implica una "pérdida de poder" en los mismos. Sin embargo, el perro, (especialmente negro) es una de las figuras más representativas de un psicopompo.

### Psicopompos según la cultura
- En la mitología azteca, el perro xoloitzcuintle guiaba las almas de los muertos por el río Apanohuaya hacia el Mictlán siempre y cuando, en vida, no hayan maltratado a un animal, de lo contrario, el alma estaría condenada a vagar por la eternidad.
- En la mitología maya, Balam (jaguar).
- En la mitología egipcia, Anubis y Toth.[2] Las golondrinas (aves de Isis) eran psicopompas para los egipcios.
- En la mitología griega, Caronte y Hermes.[3][4] En la cultura micénica, el caballo.[5]
- En la mitología nórdica , las valquirias eran las psicopompos de los guerreros más valiosos.
- En la mitología celta irlandesa, los cuervos podían ser psicopompos, por su relación con Morrigan, y con sus Diosas hermanas, sobre todo Macha. Otros psicopompos podían ser los Dioses Donna Dorcha, que guardaba la casa de la frontera o Tech nDuin, límite entre los dos mundos y dónde todas las almas debían descansar una noche antes de cruzar a las islas de los muertos; y el Dios Cernunnos (llamado así en la Galia y del cual no tenemos un nombre como tal en Irlanda, aunque podría asemejarse al Fomoré Balar o Bres) el cual transportaría las almas desde la Tierra a la frontera.
- Entre los arévacos y vacceos el buitre era un animal psicopompo, ingiriendo el cadáver del guerrero muerto en combate. En la necrópolis vaccea de Pintia, en la provincia de Valladolid, podemos encontrar restos de aquellos rituales, reservados para los guerreros más destacados del clan.
- En la cultura de lusitanos y vetones (con divinidades compartidas como Atégina) la lechuza, el lobo, la yegua o la cabra son animales psicopompos. La lechuza, en particular, tiene representación en esta zona desde el Calcolítico y el Bronce Atlántico con los ídolos oculados.
- En la mitología quechua, la visita de un chiki tuku que canta es considerado como un anuncio de que un integrante de la comunidad está próximo a fallecer.